# خوسيه بينيا (منافس ألعاب قوى)
خوسيه بينيا (بالإسبانية: José Peña) هو منافس ألعاب قوى فنزويلي، ولد في 12 يناير 1987 في سان كريستوبال في فنزويلا.

## وصلات خارجية
- خوسيه بينيا على موقع الاتحاد الدولي لألعاب القوى (الإنجليزية)
- خوسيه بينيا على موقع اللجنة الأولمبية الدولية (الإنجليزية)
- خوسيه بينيا على موقع أوليمبيديا (الإنجليزية)